# Јато (цртани лик)
Јато (јап. 夜ト, Yato) је један од три главна, измишљена лика манге и аниме серијала Норагами, коју је написао уметнички дуо „Адачитока”. Јато себе назива Богом среће, мада је у прошлости био Бог рата, Бог депресије и Бог несреће. Циљ му је да постане славан.

## Изглед
Изгледа као младић у раним двадесетим годинама, у тренерци и браон чизмама, тамно љубичасте косе и плавих очију, које мењају изглед по његовим емоцијама. Када је љут очи му подсећају на мачије и на рат, смрт.

## Личност
Луд је за новцем, прихвата свакакве послове не би ли напунио своју флашу новцем. Воли да замишља себе као моћног Бога којег људи цене и, када одређена ситуација од њега захтева, уме да буде веома озбиљан. Када су у питању Јукине и Хијури, Јато је веома одан и учинио би све да усрећи људе које воли. Од њих двоје крије своју прошлост због страха да би га мрзели и напустити, ако би сазнали.

## Историја
Као и сви богови, Јато је створен из жеље. Међутим, за разлику од осталих богова ствараних да помажу људима, Јато је створен да убије све богове.
Поред њега, његов „Отац,” створио је и Нору која је требало да буде његов шинки и којој је он дао име. Јато и Нора касније су заједно следили Очеве наредбе и убијали.
Јатово право име, које му је Отац дао, јесте Јабоку. Њега је грешком Сакура назвала Јато и то име је наставио да користи. Сакура се упознала с њим и постала његов шинки. Сметао му је однос са њом и узнемиривала га је чињеница да га подсећа на прошлост. Путовање му је донело бол. Могао је да увиди разлику између доброг и лошег чина и није био сигуран да ли је то што ради добро.
Сакура је хтела да сазна нешто више о свом господару и решила да се обрати Нори. Она ју је наговорила да пита њега како је умрла и о њеној прошлости. Када јој је Јато рекао, Сакура се претворила у ајакаши и напала га. Јато је у том тренутку био приморан да је убије уз помоћ Норе.

## Способности
- Мајстор мачевања: као бог, Јато је учен борбеним вештинама и то баш мачевању. А његова вештина доказана је кроз његов успех у прошлости и разним борбама. Својим мачем Јато може да „покида” везе између људи или људи и богова. Такође њиме може да врши егзорцизам.
- Телепортација: Јато има способност да се телепортује на било коју локацију са којом има активну везу. На пример, ако са неким разговара на телефону, може да се телепортује до њихове локације и то му помаже у послу.
- Поседовање: трећа његова способност јесте и поседовање тела. То постиже тако што привремено преузима душу. То поседовање се може приметити кроз то што изнад главе поседнутог стоји златна круна и очи су заправо Јатове.